# Daniel González Linacero
Daniel González Linacero (Valdilecha, 1903-Arévalo, 8 de agosto de 1936) fue un maestro y pedagogo español. Afiliado al sindicato UGT, fue asesinado a comienzos de la guerra civil española por milicias del bando sublevado.

## Biografía
De padres maestros, destacó en los estudios primarios. En su juventud cursó Magisterio en Ávila con notas brillantes, tomando posesión de su primera escuela en 1925, en Montejo de Arévalo (Segovia). Posteriormente iría a Madrid, en cuya Escuela Normal Superior obtuvo el título de Licenciado en Historia.
Fue trasladado a Teruel como profesor de Historia de la Escuela Normal en septiembre de 1931, pero a comienzos del año siguiente se le destinó a Palencia. Allí desarrolló su labor educativa participando, además, en la renovación pedagógica de los estudiantes de Magisterio y maestros (como presidente de tribunales de examen, entre otras funciones). En esta ciudad dirigió el cursillo para maestros celebrado del 10 al 17 de julio de 1932, donde clausuró la "Semana pedagógica" (inaugurada con la presencia del ministro Fernando de los Ríos) con su conferencia «El hecho educativo».

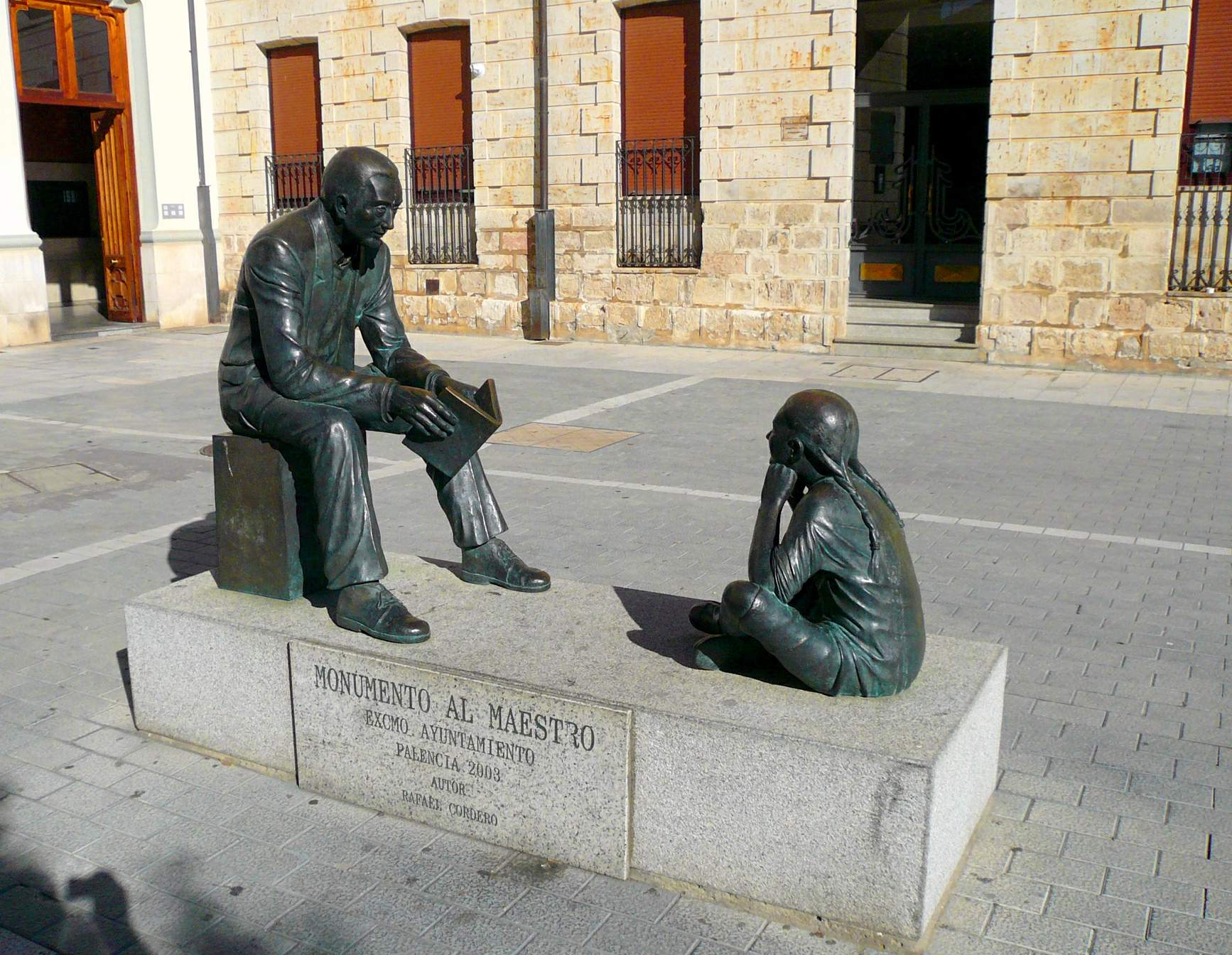
Monumento al Maestro —obra de Rafael Cordero— erigido en 2003 en la plaza de la Inmaculada de Palencia, lugar donde radicaba la Escuela Normal de Magisterio (al fondo) cuando era director de la misma Daniel G. Linacero (1932-1936)

En Palencia participó en diversas misiones pedagógicas y en actos de la Federación de Trabajadores de la Enseñanza (FETE-UGT) local, que contribuyó a fundar a principios de 1933 en esta ciudad castellana y de la que sería secretario general. Sin embargo, G. Linacero destacaría por la publicación de Mi primer libro de Historia, un manual educativo que causó gran impacto en la España republicana por sus criterios metodológicos, basados en acercar al niño a las demás culturas, una pedagogía de la paz y contra el belicismo hasta entonces habitual, y una enseñanza activa y basada en los centros de interés. Dado el éxito de la obra, recomendada por el Consejo Nacional de Cultura para su uso en las escuelas, se publicó una segunda edición y, al año siguiente, Mi segundo libro de Historia, que continuaba en la línea progresista y evolutiva del anterior. Como pedagogo, intentó llevar a la práctica las ideas de la Escuela Nueva y de la Institución Libre de Enseñanza, de las que era seguidor.
Al producirse el golpe de Estado de julio de 1936, era profesor numerario de Historia y director de la Escuela Normal de Magisterio de Palencia. En esos momentos se encontraba de vacaciones en la localidad de Arévalo. Fue detenido ilegalmente por un grupo de falangistas y asesinado el 8 de agosto, dejando mujer y tres hijas pequeñas. La casa fue cerrada y saqueada (desapareció,  entre otras cosas, el borrador de su próximo libro sobre metodología de la historia). Sus restos siguen enterrados en lugar desconocido, entre los municipios de Bocigas y Olmedo (Valladolid). En su partida de defunción se inscribió su fallecimiento «a consecuencia del Movimiento Nacional existente».

## Obras
- Mi primer libro de Historia, Palencia, 1933.
- Mi segundo libro de Historia, Palencia, 1934.
- Arte español. Estampas, primera parte (hasta el Renacimiento), Palencia, 1936.

### Proyectadas o terminadas sin publicar
- Arte español. Estampas, segunda parte (desde el Renacimiento a nuestros días).
- Mi tercer libro de Historia.
- Metodología de la Historia.